# Eliminatorias Sudamericanas de Futsal 2012
Las Eliminatorias Sudamericanas de Futsal 2012 fue el torneo clasificatorio de las selecciones ,masculinas de futsal del continente sudamericano que entregó cuatro plazas para el Campeonato Mundial de fútbol sala de la FIFA 2012. Se realizó en la ciudad de Gramado, Río Grande do Sul, Brasil, del 15 al 22 de abril de este año.
Todos sus partidos se disputaron en el Centro Municipal de Deportes José Francisco Perini. Las selecciones de Brasil, Argentina, Paraguay y Colombia fueron las que se adjudicaron el pasaje al mundial.
Argentina se consagró campeón

## Equipos participantes
Las diez selecciones nacionales de futsal de Sudamérica, en representación de sus respectivas asociaciones miembros de la CONMEBOL, participaron en esta competición.
- Argentina
- Bolivia
- Brasil
- Chile
- Colombia
- Ecuador
- Paraguay
- Perú
- Uruguay
- Venezuela

## Árbitros
- Dardo Viñas
- Darío Santamaría
- Gean Telles
- Sandro Brechane
- Milton Candia
- Oswaldo Gómez
- Jaime Cativa
- Néstor Valiente
- Héctor Rojas
- César Málaga
- Fernando Ríos
- Daniel Rodríguez
- Manuel Benítez
- Félix Rumbos

## Primera Fase

### Grupo A
| Equipo    | Pts | PJ | PG | PE | PP | GF | GC | Dif |
| --------- | --- | -- | -- | -- | -- | -- | -- | --- |
| Brasil    | 12  | 4  | 4  | 0  | 0  | 37 | 1  | 36  |
| Argentina | 9   | 4  | 3  | 0  | 1  | 16 | 5  | 11  |
| Chile     | 4   | 4  | 1  | 1  | 2  | 11 | 20 | -9  |
| Perú      | 4   | 4  | 1  | 1  | 2  | 9  | 20 | -11 |
| Bolivia   | 0   | 4  | 0  | 0  | 4  | 6  | 33 | -27 |

| 15 de abril de 2012, 12:00 | Brasil | 15:1 | Bolivia              | Estadio Municipal de Deportes José Francisco Perini, Gramado |                                                          |
|                            | Pixote (1' y 2' PT) Jé (5' PT, 9' y 18' ST) Falcão (8', 17' y 19' PT) Valdin (9' PT, 13' ST) Neto (11' PT, 7' ST) Rodrigo (3' ST) Gadeia (4' ST) Jackson (16' ST) |      | Marco García (2' ST) | Árbitro(s): Fernando Ríos (URU) - Daniel Rodríguez (URU)     | Árbitro(s): Fernando Ríos (URU) - Daniel Rodríguez (URU) |

| 15 de abril de 2012, 14:00 | Argentina                                                                                                  | 6:0 | Chile | Estadio Municipal de Deportes José Francisco Perini, Gramado |                                                       |
|                            | Maximiliano Rescia (5' PT y 17' ST) Santiago Basile (7' y 12' PT) Luis González (4' ST) Alan Calo (11' ST) |     |       | Árbitro(s): Manuel Benítez (VEN) - Féliz Rumbos (VEN)        | Árbitro(s): Manuel Benítez (VEN) - Féliz Rumbos (VEN) |

| 16 de abril de 2012, 17:30 | Argentina | 6:2 | Bolivia                                             | Estadio Municipal de Deportes José Francisco Perini, Gramado |                                                         |
|                            | Mauro Taffarel (5' PT, 16' ST) Santiago Basile (12' PT, 10' ST) Germán Corazza (7' ST) Santiago Elías (19' ST) |     | Mauricio Portocarrero (5' PT) Marco García (12' ST) | Árbitro(s): Néstor Valiente (PAR) - Oswaldo Gómez (COL)      | Árbitro(s): Néstor Valiente (PAR) - Oswaldo Gómez (COL) |

| 16 de abril de 2012, 19:15 | Brasil | 9:0 | Perú | Estadio Municipal de Deportes José Francisco Perini, Gramado |                                                       |
|                            | Falcão (10' PT, 6' y 12' ST) Cabreúva (11' PT, 16' ST) Neto (13' PT) Rodrigo (16' y 17' PT) Valdin (4' ST) |     |      | Árbitro(s): Félix Rumbos (VEN) - Manuel Benítez (VEN)        | Árbitro(s): Félix Rumbos (VEN) - Manuel Benítez (VEN) |

| 17 de abril de 2012, 15:00 | Chile                                                                            | 4:4 | Perú                                                       | Estadio Municipal de Deportes José Francisco Perini, Gramado |                                                          |
|                            | Carlos Arriola (17' PT) Nilson Concha (19' PT, 10' ST) Nicolás Gallardo (12' ST) |     | Freddy Espinoza (5' y 20' PT, 9' ST) Renzo García (10' PT) | Árbitro(s): Oswaldo Gómez (COL) - Daniel Rodríguez (URU)     | Árbitro(s): Oswaldo Gómez (COL) - Daniel Rodríguez (URU) |

| 17 de abril de 2012, 21:00 | Brasil                                       | 3:0 | Argentina | Estadio Municipal de Deportes José Francisco Perini, Gramado |                                                         |
|                            | Falcão (15' PT) Rodrigo (17' PT) Jé (11' ST) |     |           | Árbitro(s): Néstor Valiente (PAR) - Fernando Ríos (URU)      | Árbitro(s): Néstor Valiente (PAR) - Fernando Ríos (URU) |

| 18 de abril de 2012, 16:00 | Argentina                                                                                    | 4:0 | Perú | Estadio Municipal de Deportes José Francisco Perini, Gramado |                                                       |
|                            | Santiago Basile (2' ST) Luis González (3' ST) Pablo Belsito (13' ST) Santiago Elías (18' ST) |     |      | Árbitro(s): Félix Rumbos (VEN) - Manuel Benítez (VEN)        | Árbitro(s): Félix Rumbos (VEN) - Manuel Benítez (VEN) |

| 18 de abril de 2012, 19:45 | Chile | 7:0 | Bolivia | Estadio Municipal de Deportes José Francisco Perini, Gramado |                                                        |
|                            | Piero Garate (14' PT) Carlos Arriola (19' PT, 2' ST) Muñóz (5' ST) Osses (11' ST) Leiva (14' ST) Nilson Concha (18' ST) |     |         | Árbitro(s): Néstor Valiente (PAR) - Jaime Cativa (ECU)       | Árbitro(s): Néstor Valiente (PAR) - Jaime Cativa (ECU) |

| 19 de abril de 2012, 15:00 | Perú | 5:3 | Bolivia | Estadio Municipal de Deportes José Francisco Perini, Gramado |  |

| 19 de abril de 2012, 19:00 | Brasil | 10:0 | Chile | Estadio Municipal de Deportes José Francisco Perini, Gramado |                                                          |
|                            | Jé (7 y 10' PT) Valdin (11' PT) Pixote (15' PT, 17' ST) Gadeia (19' PT, 18' ST) Neto (7' y 16' ST) Sinoé (14' ST) |      |       | Árbitro(s): Daniel Rodríguez (URU) - Oswaldo Gómez (COL)     | Árbitro(s): Daniel Rodríguez (URU) - Oswaldo Gómez (COL) |

### Grupo B
| Equipo    | Pts | PJ | PG | PE | PP | GF | GC | Dif |
| --------- | --- | -- | -- | -- | -- | -- | -- | --- |
| Colombia  | 9   | 4  | 3  | 0  | 1  | 19 | 8  | 11  |
| Paraguay  | 9   | 4  | 3  | 0  | 1  | 15 | 9  | 6   |
| Uruguay   | 6   | 4  | 2  | 0  | 2  | 13 | 12 | 1   |
| Venezuela | 6   | 4  | 2  | 0  | 2  | 12 | 17 | -5  |
| Ecuador   | 0   | 4  | 0  | 0  | 4  | 9  | 22 | -13 |

| 15 de abril de 2012, 16:00 | Uruguay                        | 2:1 | Venezuela               | Estadio Centro Municipal de Deportes José Francisco Perini, Gramado |                                                       |
|                            | Sebastián Castro (7' y 16' PT) |     | Jorge Preciado (14' ST) | Árbitro(s): Sandro Brechane (BRA) - Gean Telles (BRA)               | Árbitro(s): Sandro Brechane (BRA) - Gean Telles (BRA) |

| 15 de abril de 2012, 18:00 | Paraguay                                                           | 3:0 | Ecuador | Estadio Centro Municipal de Deportes José Francisco Perini, Gramado |                                                     |
|                            | Juan Salas (11' PT) Emmanuel Ayala (12' PT) Fabio Alcaraz (18' ST) |     |         | Árbitro(s): Héctor Rojas (PER) - César Málaga (PER)                 | Árbitro(s): Héctor Rojas (PER) - César Málaga (PER) |

| 16 de abril de 2012, 14:00 | Paraguay                                                                                                   | 6:0 | Venezuela | Estadio Municipal de Deportes José Francisco Perini, Gramado |                                                     |
|                            | Gabriel Ayala (5' PT) Walter Villalba (6' y 8' PT, 10' ST) Oscar Velázquez (15' PT) René Villalba (19' ST) |     |           | Árbitro(s): Milton Candia (CHI) - Dardo Viñas (ARG)          | Árbitro(s): Milton Candia (CHI) - Dardo Viñas (ARG) |

| 16 de abril de 2012, 16:00 | Colombia                                                              | 3:1 | Uruguay                  | Estadio Municipal de Deportes José Francisco Perini, Gramado |                                                         |
|                            | Jhonatan Giraldo (11' ST) Jorge Abril (17' ST) Angellot Caro (18' ST) |     | Damián Baptista (16' ST) | Árbitro(s): Héctor Rojas (PER) - Darío Santamaría (ARG)      | Árbitro(s): Héctor Rojas (PER) - Darío Santamaría (ARG) |

| 17 de abril de 2012, 17:00 | Colombia                                                                                     | 4:5 | Venezuela                                                                     | Estadio Municipal de Deportes José Francisco Perini, Gramado |                                                        |
|                            | Angellot Caro (2' PT) Yefri Duque (10' PT) Jhonatan Giraldo (18' PT) Alejandro Serna (7' ST) |     | Mike Guerra (6' y 7' PT) Jorge Preciado (11' y 14' ST) Kevin Rengifo (20' ST) | Árbitro(s): César Málaga (PER) - Sandro Brechane (BRA)       | Árbitro(s): César Málaga (PER) - Sandro Brechane (BRA) |

| 17 de abril de 2012, 19:00 | Uruguay | 8:4 | Ecuador                                                                            | Estadio Municipal de Deportes José Francisco Perini, Gramado |                                                   |
|                            | Nicolás Ordoqui (10' PT) Santiago Blankleider (14' PT) Sebastián Castro (17' PT, 17' ST) Richard Catardo (19' PT) Damián Baptista (14' ST) Andrés D'Aalessandro (20' ST) |     | Henry García (6' PT) Tomás Ulloa (16' PT) Carlos Galarza (18' PT) Ordóñez (18' ST) | Árbitro(s): Gean Telles (BRA) - Dardo Viñas (ARG)            | Árbitro(s): Gean Telles (BRA) - Dardo Viñas (ARG) |

| 18 de abril de 2012, 14:00 | Venezuela | 6:5 | Ecuador                                                                | Estadio Municipal de Deportes José Francisco Perini, Gramado |                                                     |
|                            | Roberto Ramos (5' PT, 18' ST) José Martínez (19' PT) José Falcón (3' ST) Mike Guerra (9' ST) José Prato (13' ST) |     | Henry García (18' PT, 10 y 20' ST) Meza (20' PT) Pedro García (16' ST) | Árbitro(s): Dardo Viñas (ARG) - Milton Candia (CHI)          | Árbitro(s): Dardo Viñas (ARG) - Milton Candia (CHI) |

| 18 de abril de 2012, 17:45 | Colombia                                                                                                   | 7:2 | Paraguay                                      | Estadio Municipal de Deportes José Francisco Perini, Gramado |                                                     |
|                            | Yefri Duque (7' PT) Angellot Caro (12' PT, 2 y 15' ST) Camilo Reyes (5' y 11' ST) Alejandro Serna (10' ST) |     | Alfredo Ortíz (19' PT) José Santander (3' ST) | Árbitro(s): Héctor Rojas (PER) - César Málaga (PER)          | Árbitro(s): Héctor Rojas (PER) - César Málaga (PER) |

| 19 de abril de 2012, 17:00 | Paraguay                                                                  | 4:2 | Uruguay                                      | Estadio Municipal de Deportes José Francisco Perini, Gramado |                                                       |
|                            | Emmanuel Ayala (19' PT) Juan Salas (11' y 15' ST) José Santander (20' ST) |     | Pablo Lanza (6' ST) Richard Catardo (17' ST) | Árbitro(s): Sandro Brechane (BRA) - Gean Telles (BRA)        | Árbitro(s): Sandro Brechane (BRA) - Gean Telles (BRA) |

| 19 de abril de 2012, 21:00 | Colombia                                                                                       | 5:0 | Ecuador | Estadio Municipal de Deportes José Francisco Perini, Gramado |                                                         |
|                            | Jorge Abril (4' PT) Oscar Molina (7' PT, 7' ST) Jhonatan Giraldo (12' ST) Yefri Duque (14' ST) |     |         | Árbitro(s): Darío Santamaría (ARG) - César Málaga (PER)      | Árbitro(s): Darío Santamaría (ARG) - César Málaga (PER) |

## Fase Final

### Noveno Lugar
| 21 de abril de 2012, 10:00 | Bolivia | 5:4 | Ecuador | Estadio Municipal de Deportes José Francisco Perini, Gramado |  |

### Séptimo Lugar
| 21 de abril de 2012, 12:00 | Perú | 5:3 | Venezuela | Estadio Municipal de Deportes José Francisco Perini, Gramado |  |

### Quinto Lugar
| 22 de abril de 2012, 07:30 | Uruguay | 3:1 | Chile | Estadio Municipal de Deportes José Francisco Perini, Gramado |  |

### Semifinales
| 21 de abril de 2012, 14:00 | Colombia | 0:1 | Argentina             | Estadio Municipal de Deportes José Francisco Perini, Gramado |                                                       |
|                            |          |     | Pablo Taborda (9' ST) | Árbitro(s): Félix Rumbos (VEN) - Manuel Benítez (VEN)        | Árbitro(s): Félix Rumbos (VEN) - Manuel Benítez (VEN) |

| 21 de abril de 2012, 16:00 | Brasil                                            | 3:5 (t.s.) | Paraguay | Estadio Municipal de Deportes José Francisco Perini, Gramado |                                                      |
|                            | Jackson (2' PT) Ciço (2' ST) Prórroga: Jé (5' ST) |            | Emmanuel Ayala (5' PT) Fabio Alcaraz (7' PT) Prórroga: Oscar Velázquez (4' PT) Fabio Alcaraz (4' ST) Alfredo Ortíz (4' ST) | Árbitro(s): Fernando Ríos (URU) - César Málaga (PER)         | Árbitro(s): Fernando Ríos (URU) - César Málaga (PER) |

### Tercer Lugar
| 22 de abril de 2012, 09:30 | Brasil                                             | 5:1 | Colombia              | Estadio Municipal de Deportes José Francisco Perini, Gramado |                                                        |
|                            | Sinoê (4', 5' y 11' PT) Falcão (8' PT) Jé (18' PT) |     | Camilo Reyes (20' ST) | Árbitro(s): Dardo Viñas (ARG) - Darío Santamaría (ARG)       | Árbitro(s): Dardo Viñas (ARG) - Darío Santamaría (ARG) |

### Final
| 22 de abril de 2012, 12:00 | Argentina | 1:1 (7-6 pen.) | Paraguay | Estadio Munnicipal de Deportes José Francisco Perini, Gramado |                                                         |
|                            | Alan Calo (16' PT) Penales convertidos: Leandro Planas, Germán Corazza, Santiago Basile, Santiago Elías, Luis González, Maximiliano Rescia, Mauro Taffarel Penales errados: Juan Bottinelli |                | Juan Salas (15' PT) Penales convertidos: Juan Salas, Alfredo Ortíz, Gabriel Ayala, José Rotella, Walter Villalba, René Villalba Penales errados: Emmanuel Ayala, José Santander | Árbitro(s): Héctor Rojas (PER) - Daniel Rodríguez (URU)       | Árbitro(s): Héctor Rojas (PER) - Daniel Rodríguez (URU) |

| Argentina         |
| Campeón Argentina |

## Clasificados a la Copa Mundial de fútbol sala de la FIFA de 2012
| Bandera de Argentina      | Bandera de Paraguay      | Bandera de Brasil      | Bandera de Colombia      |
| Argentina 1.° clasificado | Paraguay 2.° clasificado | Brasil 3.° clasificado | Colombia 4.° clasificado |